# Sherlock Holmes contre Moriarty (film, 1937)
Pour les articles homonymes, voir Sherlock Holmes contre Moriarty.
Pour plus de détails, voir Fiche technique et Distribution.
Sherlock Holmes contre Moriarty (Silver Blaze) est un film policier britannique, sorti en 1937 en noir et blanc, réalisé par Thomas Bentley et adapté de la nouvelle Flamme d'Argent (1892) d'Arthur Conan Doyle mettant en scène le détective Sherlock Holmes. Le film est sorti aux États-Unis en 1941 sous le titre Murder at the Baskervilles.
Les protagonistes, Holmes et Watson, sont joués respectivement par Arthur Wontner et Ian Fleming.

## Trame
Tout en étant adapté de la nouvelle Flamme d'Argent, le film fait intervenir d'autres personnages du Canon holmésien : le Professeur Moriarty (Le Dernier Problème), Sir Henry Baskerville (Le Chien des Baskerville) et le Colonel Sebastian Moran (La Maison vide).

## Fiche technique
- Titre français : Sherlock Holmes contre Moriarty[3]
- Titre original : Silver Blaze
- Réalisation : Thomas Bentley
- Scénario : H. Fowler Mear, d'après la nouvelle "Flamme d'Argent" d'Arthur Conan Doyle
- Décors : James Carter
- Photographie : Sydney Blythe
- Son : eonard Scotchbrook, Carlisle Mounteney
- Montage : Alan Smith, Michael C. Chorlton
- Production : Julius Hagen
- Société de production : Julius Hagen Productions[1], Twickenham Film Studios Productions[2]
- Société de distribution : Associated British Picture Corporation[1], Twickenham Film Distributors[2]
- Pays d’origine :  Royaume-Uni
- Langue originale : anglais
- Format : noir et blanc — 35 mm — 1,37:1 — son Mono (Visatone Sound System)
- Genre : Film policier
- Durée : 71 minutes
- Date de sortie :
  - Royaume-Uni : juillet 1937
  - France : 20 juillet 1938[3]
- Licence : domaine public

## Distribution
- Arthur Wontner : Sherlock Holmes
- Ian Fleming : Docteur Watson
- Lyn Harding : Professeur Moriarty
- John Turnbull : Inspecteur Lestrade
- Robert Horton : Colonel Ross
- Lawrence Grossmith : Sir Henry Baskerville
- Judy Gunn : Diana Baskerville
- Arthur Macrae : Jack Trevor
- Arthur Goullet : Colonel Sebastian Moran
- Martin Walker : James Straker
- Eve Gray : Mrs. Mary Straker
- Gilbert Davis : Miles Stanford
- Minnie Rayner : Mrs Hudson
- D. J. Williams : Silas Brown
- Ralph Truman : Bert Prince
- Ronald Shiner : Simpson / le jockey
- O. B. Clarence (non crédité) : un agent immobilier

## Autour du film
Ce long métrage est le dernier d'une série de cinq films adaptés des aventures de Sherlock Holmes où Arthur Wontner joue le rôle du détective.
Le film est désormais entré dans le domaine public et peut être visionné gratuitement dans son intégralité sur le site Archive.org.